# Золоті рибки (фільм)
«Золоті рибки» — радянський короткометражний фантастичний фільм 1981 року. Випущений в складі п'ятого випуску кіноальманаху «Молодість». Фільм знятий за оповіданням Кира Буличова «Надійшли у продаж золоті рибки» циклу «Великий Гусляр». У фільмі в ролі Великого гусляра виступило місто Калуга. Всього Олександр Майоров зняв два фільми за Гуслярскими розповідями — «Золоті рибки» і «Шанс», обидва в Калузі. Кир Буличов вважав фільм кращою екранізацією своїх творів.

## Сюжет
Маленьке містечко Великий Гусляр. Несподівано в місцевому зоомагазині починають продавати золотих рибок. Незабаром з'ясовується, що рибки чарівні й здатні виконати три бажання свого господаря.

## У ролях
- Олена Максимова — Ложкіна
- Микола Парфьонов — Ложкін
- Галина Польських — Ксенія Удалова
- Михайло Кононов — Корнелій Удалов
- Олексій Гусєв — Максим Удалов
- Тетяна Божок — продавчиня Зіночка
- Сергій Балабанов — Міша
- Валентина Титова — продавчиня в зоомагазині
- Олександр Лебедєв — Валентин
- Ігор Ясулович — холостяк, Олександр Грубін
- Валентин Голубенко — друг Валентина

## Знімальна група
- Автори сценарію:  Олександр Майоров, Кир Буличов
- Режисер:  Олександр Майоров
- Оператор-постановник:  Георгій Рерберг
- Композитор:  Михайло Броннер
- Художник-постановник:  Володимир Аронін